# Chris Herren
Chris Albert Herren (Fall River, Massachusetts, 27 de septiembre de 1975) es un exjugador de baloncesto estadounidense que disputó dos temporadas en la NBA, y posteriormente actuó en ligas de Europa y Asia. Con 1,88 metros de estatura, jugaba en la posición de base.

## Trayectoria deportiva

### Universidad
Asistió a la B.M.C. Durfee High School, donde se destacó jugando para los Hilltoppers, el equipo de la institución. Tanto su abuelo, como su padre, sus tíos y su hermano habían jugado baloncesto en esa escuela. Su experiencia como estrella juvenil en esa etapa quedó documentada en el libro Fall River Dreams de Bill Reynolds.
Tras disputar el prestigioso McDonald's All American Game de 1994, fue reclutado por el Boston College, rechazando ofertas de las universidades de Duke y Kentucky. Aunque habían muchas expectativas puestas en él luego de que la revista Sports Illustrated lo destacara como un blue chip, lo cierto es que su participación con los Eagles fue decepcionante, ya que sólo jugó un partido en el que se lesionó la muñeca y luego fue expulsado del equipo y de la universidad por dar positivo para cocaína y marihuana en un control antidopaje.
En 1995 se transfirió a la Universidad Estatal de California, Fresno, uniéndose a los Bulldogs. Allí fue designado como redshirt en su primera temporada luego de dar positivo en otro control antidopaje y ser acusado por un periodista de Los Angeles Times estar involucrado en una trama de amaño de partidos, por lo que recién pudo volver a jugar en diciembre de 1996. Al comenzar su temporada como júnior, nuevamente se le detectó que había consumido drogas, viéndose obligado a ausentarse del equipo para realizar una rehabilitación. Sin embargo, al término de la temporada, fue incluido como parte del mejor quinteto de la Western Athletic Conference. Todo ello quedó registrado en el documental Between the Madness que produjo la cadena Fox Sports.
En su último año en el baloncesto universitario terminó la temporada como el mejor pasador de la WAC, promediando 7,2 asistencias por partido.

### Profesional
Fue elegido en la trigésimo tercera posición del Draft de la NBA de 1999 por Denver Nuggets, donde jugó como suplente de Nick Van Exel, promediando 3,1 puntos y 2,5 asistencias. Antes del comienzo de la temporada siguiente es traspasado, junto con Bryant Stith a Boston Celtics, a cambio de Robert Pack y Calbert Cheaney. Pero la temporada en Boston se vio truncada por las lesiones y por su adicción a los opioides, jugando 25 partidos en los que promedió 3,3 puntos y 2,2 asistencias.
Tras no ser renovado, partió hacia la Lega Basket Serie A, uniéndose al Fortitudo Bologna. Sin embargo su estadía allí duró menos de tres meses, regresando a los Estados Unidos con la ilusión de reincoporarse a los Boston Celtics. Tras frustrarse su retorno a la NBA, volvió a cruza el Atlántico para sumarse al Galatasaray Café Crown de la Türkiye Basketbol Ligi y disputar el tramo final y los playoffs de la temporada 2001-02.
Entre 2002 y 2004 actuó como refuerzo extranjero de los Beijing Ducks y los Jiangsu Dragons de la Chinese Basketball Association. Tras esa experiencia se incorporó al Basketball Löwen Braunschweig de Alemania, pero dejó el equipo tras culminar la pretemporada y antes de comenzar a competir oficialmente, cediéndole su puesto al serbio Srdjan Djuric.
Retornó a los Estados Unidos donde aceptó unirse a los Dakota Wizards para jugar en la CBA. Sin embargo sólo jugaría 2 partidos antes de dejar el equipo. 
En el otoño de 2005 incursionó brevemente en el baloncesto iraní jugando para el Paykan Tehran BC. En diciembre de ese año fue convocado por el club polaco Anwil Włocławek para realizar un prueba e incorporarse al equipo, pero finalmente fue rechazado tras no superar la revisión médica. Ese sería el fin de la carrera profesional de Herren.

## Estadísticas de su carrera en la NBA

### Temporada regular
| Año     | Equipo | PJ | PT | MPP  | %TC  | %3P  | %TL  | RPP | APP | ROB | TPP | PPP |
| ------- | ------ | -- | -- | ---- | ---- | ---- | ---- | --- | --- | --- | --- | --- |
| 1999–00 | Denver | 45 | 1  | 13.3 | .363 | .358 | .675 | 1.2 | 2.5 | 0.3 | 0.0 | 3.1 |
| 2000–01 | Boston | 25 | 7  | 16.3 | .302 | .291 | .750 | 0.8 | 2.2 | 0.6 | 0.0 | 3.3 |
| Total   | Total  | 70 | 8  | 14.4 | .336 | .328 | .692 | 1.0 | 2.4 | 0.4 | 0.0 | 3.2 |

## Problemas con las drogas
En diciembre de 2004 Herren fue acusado de posesión de heroína y de conducir bajo los efectos del alcohol, siendo detenido en el aparcamiento de un Dunkin' Donuts en Portsmouth (Rhode Island). Tras casi cuatro años de rehabilitación, está desintoxicado desde el verano de 2008. A causa de ello se convirtió en orador motivacional, viajando por los Estados Unidos para dar charlas sobre la superación de la drogodependencia.
Harren es coautor del libro autobiográfico Basketball Junkie: A Memoir junto con Bill Reynolds, en donde detalla sus problemas de adicción y sus esfuerzos para superarla. ESPN produjo en 2011 el documental Unguarded sobre el tópico, como parte de la serie 30 for 30.